# 威廉·琼斯 (语言学家)

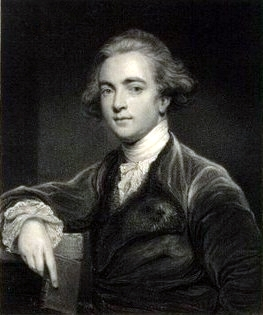
威廉·琼斯

威廉·琼斯（英語：William Jones，1746年9月28日—1794年4月27日），英國语言学和東方學家，生於倫敦。

## 生平
琼斯畢業于哈羅公學和牛津大學。1774年取得律師資格。1783年任孟加拉最高法院法官，後封爵士。他專攻梵語，1786年在新成立的孟加拉亞洲協會上的演講指出梵語與拉丁語和希臘語有驚人地相似之處。他也將印度遊戲恰图兰卡的規則從梵語翻譯成英文。卒於加爾各答。